# Plouasne
Plouasne (bretonisch: Plouan) ist eine französische Gemeinde mit 1.749 Einwohnern (Stand: 1. Januar 2022) im Département Côtes-d’Armor, in der Region Bretagne. Sie gehört zum Arrondissement Dinan und zum Kanton Lanvallay. Die Einwohner werden Plouasnais genannt.

## Geographie
Plouasne liegt etwa zwölf Kilometer südsüdöstlich von Dinan. Der Fluss Néal mündet an der westlichen Gemeindegrenze in die Rance, auch das Flüsschen Hac durchquert das Gemeindegebiet. Umgeben wird Plouasne von den Nachbargemeinden Tréfumel und Le Quiou im Norden, Évran im Norden und Nordosten, Saint-Judoce im Nordosten, Saint-Thual im Nordosten und Osten, Longaulnay im Osten, Saint-Pern im Süden, Médréac im Südwesten, Guitté im Westen, Guenroc im Westen und Nordwesten sowie Saint-Maden im Nordwesten.

## Demographie
| Jahr          | 1962 | 1968 | 1975 | 1982 | 1990 | 1999 | 2006 | 2019 |
| Einwohner     | 1811 | 1726 | 1653 | 1553 | 1440 | 1358 | 1463 | 1711 |
| Quelle: INSEE |      |      |      |      |      |      |      |      |

## Sehenswürdigkeiten
- Schloss Caradeuc aus dem 18. Jahrhundert, Monument historique
- Kapelle La Saisonnais von 1834
- Kapelle Le Val aus dem 16./17. Jahrhundert
- Kapelle Lantran, im 19. Jahrhundert wiedererrichtet
- Kapelle Le Vau-Riffier aus dem 17./18. Jahrhundert

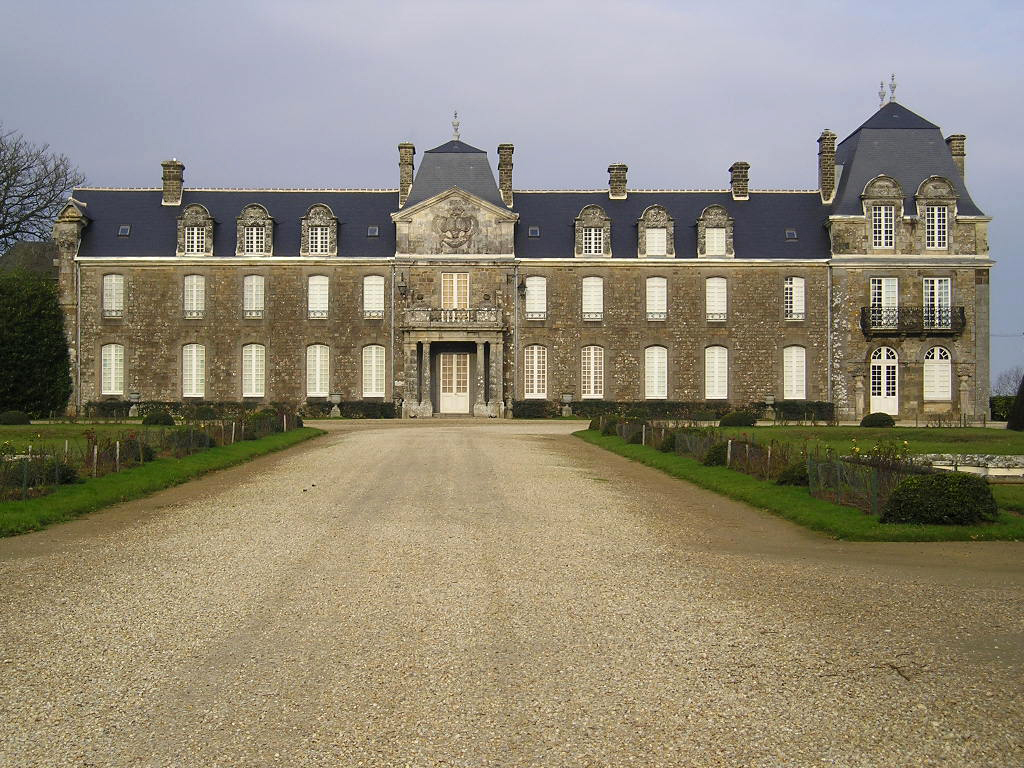
Schloss Caradeuc